# Whiskey on a Sunday
Whisky on a Sunday – album irlandzko-amerykańskiego zespołu Flogging Molly. Album zawiera kompilację utworów koncertowych oraz studyjnych i dostępny jest z DVD dokumentującym historię zespołu.

## Spis utworów
1. "Laura"  – 4:15
2. "Drunken Lullabies" (Acoustic)  – 4:55
3. "The Wanderlust" (Acoustic)  – 3:37
4. "Another Bag of Bricks" (Acoustic)  – 4:05
5. "Tomorrow Comes a Day Too Soon" (Acoustic)  – 3:39
6. "The Likes of You Again" (Live)  – 4:08
7. "Swagger" (Live)  – 2:14
8. "Black Friday Rule" (Live)  – 11:57
9. "Within a Mile of Home" (Live)  – 4:34
10. "What's Left of the Flag" (Live)  – 4:13